# Calcarenite
La calcarenite è un tipo di roccia sedimentaria clastica, formata da particelle calcaree delle dimensioni della sabbia (>0,0625mm,<2 mm di diametro, riferito alle dimensioni dei clasti).
Il termine calcareni venne proposto per la prima volta, nel 1903, da Grabau come parte della sua classificazione dei carbonati di calcilutite, calcarenite e calcirudite basata sulla dimensione dei granuli dei detriti che compongono la roccia sedimentaria.
Il cemento che unisce le particelle è di solito anch'esso calcareo.
I clasti che compongono la calcarenite sono spesso di origine biologica, ovvero fossili di organismi marini, spesso frammenti di gusci di molluschi, alghe o foraminiferi.
La resistenza meccanica di questa roccia cambia con il suo grado di saturazione in acqua. Inoltre processi di dissoluzione chimica del cemento portano ad ulteriori riduzioni di resistenza e rigidezza.
La durezza di questa roccia nella Scala di Mohs è di poco superiore a quella della Calcite che ha durezza 3